# Maeser
 (juillet 2019).
Maeser (en anglais [ˈmeɪzər]) est une census-designated place située dans le comté de Uintah, dans l’État de l’Utah, aux États-Unis. Sa population s’élevait à 3 601 habitants lors du recensement de 2010.

## Histoire
Maeser a été établie en 1878. Elle a été incorporée en 1935, puis désincorporée le 9 juillet 1970.
La localité a été nommée en hommage à Karl G. Maeser (en).